# سكوت إيمرسون (صحفي)
سكوت إيمرسون (بالإنجليزية: Scott Emerson)‏ هو صحفي أسترالي، ولد في 15 يناير 1964 في إبسوتش في المملكة المتحدة.